# Category management
 (mai 2012).
Si vous disposez d'ouvrages ou d'articles de référence ou si vous connaissez des sites web de qualité traitant du thème abordé ici, merci de compléter l'article en donnant les références utiles à sa vérifiabilité et en les liant à la section « Notes et références ».
 (mai 2012).

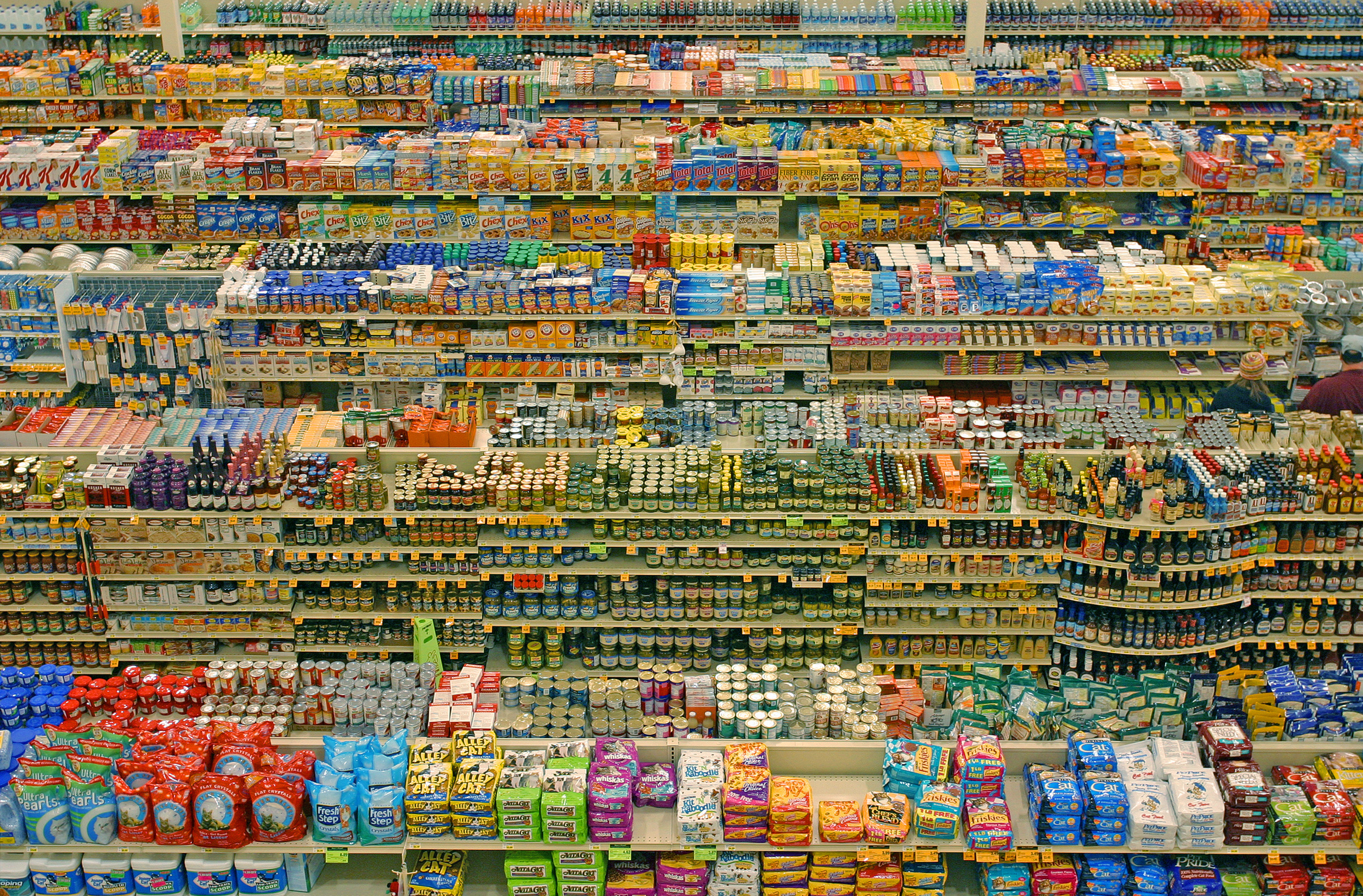
Rayons d'un super marché

Le category management ou le management de produits est une démarche stratégique de marketing de distribution et un ensemble de méthodes qui permettent aux enseignes de dépasser les logiques industrielles ou purement achat de sélection, de présentation et de promotion de l’offre en intégrant les besoins spécifiques des clients, tels que leur comportement d’achat en magasin ou leur logique d’utilisation des produits, afin de les fidéliser durablement.

## Description
Son principe consiste à découper l’assortiment d’un distributeur en ensemble cohérents pour les consommateurs (les catégories) qui vont être gérées (managées) dans l'optique d'apporter une plus grande satisfaction des clients cibles (stratégie marketing).
Le category management repose sur quatre piliers.
- La connaissance client : le category management repose, comme le marketing en général, sur l’idée que se centrer sur la satisfaction des clients (les shoppers pour une entreprise de distribution) est la meilleure façon de créer un avantage compétitif durable pour une enseigne de distribution. Pour mieux servir le client il faut le connaitre.
- La collaboration fournisseurs/distributeurs : faciliter la vie du shopper nécessite la contribution croisée des Marques et des Enseignes : le Category Management permet alors de trouver de nouveaux territoires de collaboration pour être plus efficaces ensemble.
- Des organisations orientées vers le client : manager une catégorie au sein d’une enseigne, en relation avec les fournisseurs, nécessite pour chacun d’adapter leurs organisations pour renforcer l’efficacité collective avec moins de silos et plus de processus transversaux.
- Des tableaux de bords clients partagés : le succès se mesure à travers des indicateurs clients que toutes les fonctions et entreprises impliquées par le management de la catégorie adoptent comme objectifs communs.

## Définition
Le category management est un concept et un processus entre un distributeur et un fournisseur qui permet de gérer des catégories de produits ou de services en tant qu’unité stratégique orientée vers le consommateur en vue de lui délivrer une valeur ajoutée spécifique. C'est une démarche née aux États-Unis à l'initiative de Brian Harris et de son cabinet conseil TPG et qui a été développé au sein d’une association professionnelle : ECR.
ECR est l’organisme paritaire qui rassemble les décideurs des industriels et distributeurs du secteur des produits de grande consommation, alimentaires et non-alimentaires. Sa mission consiste à définir et promouvoir les bonnes pratiques et les codes de bonne conduite dans la relation industriel-distributeur, pour mieux comprendre et répondre aux attentes des consommateurs.
Le category management c’est tout à la fois une stratégie et un processus regroupant les activités marketing commerciales et logistiques.

## Historique
Le category management est né aux États-Unis il y a une vingtaine d'années. Il est le fruit d’une démarche partenariale entre Wal-Mart, Procter & Gamble et Coca-Cola.
Le Dr Brian Harris, fondateur de The Partnering Group, à l’époque consultant de Wal-Mart, a formalisé ce processus puis a déployé des bonnes pratiques qu’il a définies dans le cadre d’ECR Europe entre 1995 — 2000. En 1993, Vincent Haguet introduit ce concept en France après l’avoir découvert aux États-Unis et accompagne le Dr Brian Harris, fondateur de la démarche catégorielle et du cabinet TPG, en entamant la démarche catégorielle avec l'équipe commerciale de Danone produits Frais lors du premier séminaire consacrée à la démarche en France.
En 1996 seront développées par Coopers & Lybrand France, Vincent Haguet et Michel Tatibouët, les premières grilles de maturité ECR France qui serviront de cadre référentiel à la démarche category management notamment en la liant à la chaîne logistique afin de permettre une meilleure gestion (coût complet) du compte d'exploitation catégoriel.
En 2003, paraît le premier ouvrage français consacré au Category Management écrit par Serge Cogitore en collaboration avec les consultants experts de Cegos, dont Vincent Haguet, Le Category Management, chez Dunod. Depuis, un autre ouvrage écrit par Cristina Lopes sur le sujet a paru Le Guide du Category Management (juillet 2011) avec une préface de Jean Charles Naouri.

## Enjeux et impacts
À l’origine les produits de grande consommation (PGC) ont été regroupés en point de vente en tenant compte de logiques soit d’approvisionnement soit de fabrication. Les produits frais sont toujours rassemblés au même endroit car ils transitent et sont stockés dans des frigos situés au même emplacement dans les réserves des magasins. Les premiers magasins ont vu les couches culottes pour bébé positionnées à côté des mouchoirs et essuie-tout car ils étaient fabriqués et transportés par les mêmes industriels fournisseurs des points de vente.
Au fur et à mesure des années, la concurrence s’est accrue, les enseignes se sont professionnalisées et aujourd’hui le client a tellement de choix pour faire ses courses qu’il faut lui faciliter ses achats et lui faire gagner du temps. Les logiques de regroupement des produits par technologie sont dépassées et on va chercher à rassembler des produits dans des logiques plus orientées sur le comportement du client ou l’utilisation qu’il fera des produits. Par exemple, on pourra positionner des filtres à café à côté des cafés en grains ou moulus, on positionnera des éponges à côté des produits à vaisselles et des gants dans une logique d’utilisation. Ces approches sont bien les prémices du category management.
Dans un premier temps, lorsqu’on rapproche des produits sans autre logique que de les rassembler pour faciliter l'acte d'achat du client, cela s’appelle du cross merchandising. Faire vivre le cross merchandising n’est pas toujours facile, car les produits sont souvent gérés par des équipes différentes (le filtre à café par les marchandises générales alors que le café est géré par l’alimentaire). Cela pose des problèmes de maintenance de linéaire, de logistique de réapprovisionnement, de répartition des coûts et des ressources. Ces difficultés sont dépassées par le concept de category management. Dans ce cas les produits sont regroupés autour de logiques de comportement d'achat du client ou d’utilisation des produits mais ils sont gérés d’une manière unique, centralisée et globale dans une même « catégorie », c’est ce qu’on appelle le category management.
C’est ainsi que le category management a un impact sur le regroupement des produits en magasin en rassemblant des produits complémentaires (café et filtre) ou substituables (sucre et édulcorants), en tous cas interdépendants aux yeux du client. Gérer cet ensemble cohérent de produits qu’on appelle une catégorie nécessite la définition et la diffusion d’une stratégie particulière et un compte d’exploitation unique. C’est ce qui fait la différence entre le cross merchandising et le category management.
Le deuxième impact du category management tient à l’organisation du travail où les équipes sont organisées en catégorie et non plus par marché. C’est ainsi que le category manager qui sera responsable du petit déjeuner assurera le management (approvisionnement, etc.) à la fois des filtres à café et du café.

## Concepts de base
Le category management fait appel à quelques concepts de base sans lesquels il est impossible de bien comprendre la démarche.

### Leshopper
Le client du category management a trois facettes.
- Il est consommateur c'est-à-dire qu’il a des besoins à satisfaire. C’est la cible du marketing des marques qui s’adresse à lui par la publicité ou toute communication publicitaire. Il est le destructeur (au sens d’utilisateur final) du produit. Il est à l’origine et à l’assouvissement du besoin.
- Il est shopper : cette terminologie anglo-saxonne est celle qui décrit le mieux ce qui intéresse le category manager en premier lieu, c'est-à-dire le client (chaland/consommateur) en situation d'achat ou de non achat. S’offrent à lui différentes possibilités et il choisit en fonction de différents critères le point de vente dans lequel il s’approvisionnera. Aujourd’hui, la proximité et rapidité d’accès à l'offre désirée sont essentiels pour fidéliser les chalands à l’enseigne ou au point de vente.
- Il est acheteur : le chaland entre dans le point de vente qu’il a choisi pour s’approvisionner dans les produits désirés. La rapidité et la facilité de repérage ainsi que les niveaux de prix et de qualités lui permettront, s’il est satisfait, d’acheter le produit, de le payer et de rentrer chez lui pour le consommer. La boucle est bouclée.

Le category management dans ce cas est donc une stratégie destinée à créer de la préférence pour le point de vente ou l’enseigne.

### La catégorie
Une catégorie est un ensemble de produits et ou de services perçus par le consommateur comme satisfaisant son attente (besoin). Cet ensemble de produits et ou de services comprend des produits et ou des services complémentaires et ou substituables. Par exemple, dans la Catégorie soin du linge, on trouvera des lessives, des détachants, des assouplissants ; on y adjoindra des machines à laver le linge, sécher le linge, des étendoirs, des pinces à linge, des fers et tables à repasser avec les produits qui vont avec (empeser, faciliter le repassage…). Cette catégorie peut être centrée sur la lessive uniquement ou élargie à tous les produits complémentaires environnants. Il est certain que le shopper acheteur qui a besoin d’acheter une lessive va pouvoir trouver des suggestions de produits et services complémentaires à son besoin de lessive.
Il sera plus ou moins enclin à acheter, plus ou pas au même moment dans le même déplacement et ainsi gagner du temps en facilitant ses courses. On pourra à cet effet y trouver une offre de pressing en point de vente, car la catégorie peut contenir aussi des services.

## Les huit étapes ducategory management

### Définir le périmètre
Que contient-elle ? Reprenons le soin du linge. Doit-on inclure les machines à laver le linge ou s’arrêter simplement aux produits ? De cette décision prise par le distributeur dépendra à la fois sa stratégie d’offre par rapport au marché mais aura aussi des implications liées à l’organisation du point de vente et des équipes.

### Le rôle de la catégorie
Un point de vente a un grand nombre de catégories possibles  dans son offre (350 catégories au maximum en hypermarché). Parmi ce grand nombre de catégories, certaines sont plus importantes pour le shopper. Les catégories qui offriront un choix de produits complémentaires et substituables très large et profond seront identifiées par le shopper comme étant très importantes pour lui. Ces catégories ont un rôle de destination. Les autres catégories seront appelées catégorie de routine (core ou  preferred en anglais). D’autres rôles existent pour identifier les catégories saisonnières ou de service (ou proximité) qui ont pour vocation de sécuriser le trafic quotidien du magasin.

### Évaluer la catégorie
Il n’y a pas d’offre qui ne puisse pas être évaluée au sens de mesurer. Mesurer l’impact auprès des clients, la rentabilité et la satisfaction des clients. Cette étape va permettre d’évaluer l’efficacité de l’assortiment des promotions, des prix et de la satisfaction des clients.

### Définir les objectifs
Cette étape a pour objectif de construire le tableau de bord de la catégorie pour mesurer l’avancement vis-à-vis des objectifs qui sont identifiés.

### Définir les missions (stratégies)
Chaque produit constituant la catégorie présente des spécificités parfois très identifiables par rapport à d’autres produits de la catégorie. Par exemple, certains produits ont une telle consommation que leur détention va construire le trafic dans la catégorie. D’autres ont une telle image de marque et de qualité qu’ils seront destinés à la construction de l’image de la catégorie.
Tous les produits d’une catégorie n’ont pas la possibilité de construire l’image de l’enseigne ou d’offrir les prix attractifs et très concurrentiels. Si certains ont cette vocation, d’autres ont plus une vocation à construire la rentabilité du distributeur.
L’art du category management va consister à affecter des missions à chaque produit composant la catégorie parmi les sept missions principales suivantes qui ne sont pas limitatives[réf. nécessaire] :
1. Le constructeur de fréquentation (trafic builder) ;
2. Le développeur de volumes « transaction builder) ;
3. Le défenseur de part de marché (turf protecting) ;
4. Le constructeur de marge (profit generating »,
5. Le générateur de chiffre d'affaires (cash generating) ;
6. Le créateur de stimuli (excitment creation) ;
7. Le générateur d’image (image enhancing).

Un même produit peut servir plusieurs stratégies. L’attention doit être portée à ce que les stratégies ne soient pas opposées. Il est difficile de faire du volume avec des produits qui ont une bonne marge unitaire, il serait plus facile de faire du trafic avec des produits à prix bas, mais si tous les produits font ça avec quoi fera-t-on du profit ?

### Construire les tactiques
Les tactiques sont au nombre de 4[réf. nécessaire] : l’assortiment, le prix, la promotion et le merchandising qui sont donc les quatre leviers traditionnels d’une offre auxquels il convient d'ajouter la supply chain. Selon le rôle d’une catégorie, les missions affectées au produit sont différentes et selon cette répartition l’importance d’une catégorie par rapport à d’autres est différente. Affecter plus de place à une catégorie, la positionner sur le bon parcours du shopper, proposer un bon équilibre de prix, un bon poids promo avec les mécaniques promotionnelles adaptées, offrir plus de visibilité pour le shopper afin qu’il découvre facilement les produits complémentaires ou substituables au sein de la catégorie nécessite de construire pour chaque catégorie un plan tactique.

### Implanter la catégorie
Les besoins des consommateurs évoluent, les comportements des shoppers sont changeants en fonction des saisons, de la concurrence, de l’environnement économique… Faire du commerce nécessite de toujours intégrer ces changements pour offrir des solutions qui répondent le mieux aux attentes, besoins et comportements des clients. L’art du marketing de distribution s’appuie sur l’expérience et la connaissance des clients, mais rien ne remplace le test pour être certain que la solution que l’on imagine soit la plus satisfaisante pour le shopper.
Le category management vise à mieux satisfaire le shopper, car en le satisfaisant mieux et plus que le concurrent on va accroître sa fidélité et mieux rentabiliser son magasin.
Il convient donc d’implanter (mise en place physique de la catégorie dans le point de vente) après avoir réalisé des tests pour appliquer les meilleures solutions et permettre de maintenir l’offre en qualité et en quantité suffisantes. L’efficacité de la mise en marché fait l’essentiel du métier de commerçant distributeur.
C’est à travers cette efficacité que va se construire la différence positive qui fidélise le client. A contrario, une offre incompréhensible dont le shopper ne découvre par les clefs d’entrée, des ruptures permanentes ou momentanées qui posent des problèmes au client sur les choix de substitutions qu’il peut faire ou les reports d’achat qu’il doit faire, sont de nature à créer des différences négatives. La fidélité à un point de vente se traduit par la perception d’une différence positive de la part des clients.

### La revue catégorielle
Pratiquer une revue catégorielle nécessite pour les opérationnels qui gèrent une catégorie de réviser à la fois l’ensemble des données de marché (comment évolue le marché, quelles sont les marques qui progressent ou régressent, comment évolue le coût des matières, la législation…) mais également les données propres à leur enseigne (comment évoluent-elles par rapport aux concurrents, qui progressent, régressent dans la catégorie, comment les shoppers apprécient l’offre de chacun ?…).
Dans le cadre d'une gestion avancée de la catégorie (category captain parternship), il n'est pas rare de travailler à partir d'un compte d'exploitation commun de la catégorie qui permet d'arbitrer les décisions avec davantage de rigueur.
De ces analyses, on parvient à une feuille de route commune à partir de laquelle on identifie les leviers (assortiment, prix, promo et merchandising, qualité, coûts et délais des approvisionnements…) sur lesquels on s’appuiera pour faire évoluer la catégorie à l'avenir.

## Les impacts ducategory managementsur les organisations
Le category management a fait naître la fonction de category manager aussi bien chez les fournisseurs que les chez les distributeurs. Cette fonction, qui a des particularités chez le fournisseur et le distributeur, a toutefois un objectif commun qui consiste à fixer le cap aux équipes opérationnelles. Pour mettre en œuvre la catégorie dans les points de vente, le category manager coordonne les actions des services périphériques nécessaires à cette mise en œuvre des plans d’action de la catégorie : le category manager est donc le chef d’orchestre de la catégorie.

### Lecategory managerchez le distributeur
Chez le distributeur, situé entre le marketing enseigne et les achats, le category manager déploie l’ensemble du processus catégoriel sur sa catégorie. Sa fonction consiste à réaliser un diagnostic complet de sa catégorie, comprenant une phase d’analyse du marché permettant de faire émerger les opportunités de la catégorie et une phase d’analyse de l’enseigne permettant d’identifier les forces et les faiblesses de l’enseigne par rapport à la concurrence. En fonction des rôles définis par la stratégie de l’enseigne, le category manager construira des plans d’action sur les cinq leviers que sont l’assortiment, la politique de prix, le merchandising, la promotion et la mise en marché. Pour assurer le déploiement du plan d’action, le category manager s’appuiera sur les équipes de l’enseigne (merchandiseur, acheteur, logisticien…), à qui il transmettra les instructions en rédigeant une feuille de route par métier. Enfin il mesurera l’efficacité des plans d’actions grâce à un tableau de bord. Le category manager s’inscrit en permanence dans une démarche d’optimisation des moyens alloués et des performances obtenues pour créer la préférence « rentable » pour l’enseigne.

### Lecategory managerchez le fournisseur
Situé entre le marketing et la vente et la logistique la fonction de category manager chez l’industriel vise à optimiser le déploiement de la catégorie pour le meilleur profit des marques de produits et la meilleure satisfaction des shoppers de chaque enseigne. Comme son alter égo chez le distributeur, il analysera le marché afin d’identifier les leviers de croissance de la catégorie et les forces et faiblesses de ses marques et des marques concurrentes auprès de chaque enseigne. C’est à partir de ce diagnostic, en s’appuyant sur la stratégie de chaque enseigne, que le category manager définira une stratégie catégorielle distincte, ou non, pour chaque distributeur. La phase de vente du plan d’action aux enseignes nécessitera alors pour le category manager de s’aligner avec les comptes clés de chaque enseigne puis de coordonner avec les équipes vente, marketing et logistique son déploiement dans les points de vente de chaque enseigne.
Les fournisseurs les plus en pointe[Qui ?] en category management séparent la fonction en deux[réf. nécessaire].
- Une fonction amont : le category manager marché qui analyse la catégorie, fixe les orientations stratégiques de la catégorie, indique au marketing les axes de développement des catégories et le rôle de chaque marque au sein de chaque catégorie. Il donne un cadre stratégique sur lequel les category managers enseigne s’appuieront pour recommander des plans d’actions à chaque enseigne cliente.
- Une fonction aval : le  category manager enseigne qui assure l’adaptation des plans d’actions catégoriels et le déploiement auprès des différentes enseignes en concertation (binôme) avec le responsable commercial du compte. Il assure à ce titre, en pleine coopération avec les category manager de l’enseigne, son interlocuteur, le déploiement de la catégorie dans l’enseigne en s’appuyant sur les experts métiers (merchandising, promotions, force de vente…).

La fonction de category manager dans la distribution et chez les principaux fournisseurs s’est généralisée ces dernières années dans les entreprises excédant 50 millions d’euros de chiffre d'affaires. Elle a un rôle déterminant dans la conduite des affaires en faisant le lien entre les équipes métiers. Compte tenu des aspects stratégiques liés à cette fonction, le passage au poste de category manager est très souvent un point de passage obligatoire pour accéder à un niveau de direction[réf. nécessaire].

## Lecategory managementaujourd'hui
Si le category management a connu un développement extrêmement rapide aux États-Unis, il n’en a pas été de même en France où son essor a été plus lent du fait des contraintes concurrentielles, organisationnelles et culturelles (défiance et animosité entre acteurs issus de l'industrie et du commerce). Cependant, aujourd’hui l’ensemble des entreprises de la grande consommation pratique (avec des niveaux très variables de maturité) le category management ou tout du moins accorde une place aux category managers dans leur organisation.
Si ECR Europe a construit un guide pratique du category management, la pratique a fait évoluer les techniques en même temps qu’elle a permis de généraliser la démarche en la popularisant.
Par ailleurs, le développement des relations Industrie-commerce dans le cadre du category management a poussé la Commission d’examen des pratiques commerciales (CEPC) à émettre un avis (CEPC-Recommandation no 11-01 relative à un code de bonne conduite en matière de management des catégories) encadrant la gestion des catégories avec capitaine de catégorie et plus spécifiquement concernant la transparence dans l’échange des données ainsi l’impact que cette pratique peut avoir sur le jeu de la concurrence.
De nombreuses organisations professionnelles travaillent aujourd’hui autour du category management (IFM, GS1, IGD…).